# Wymiennik węglowodanowy

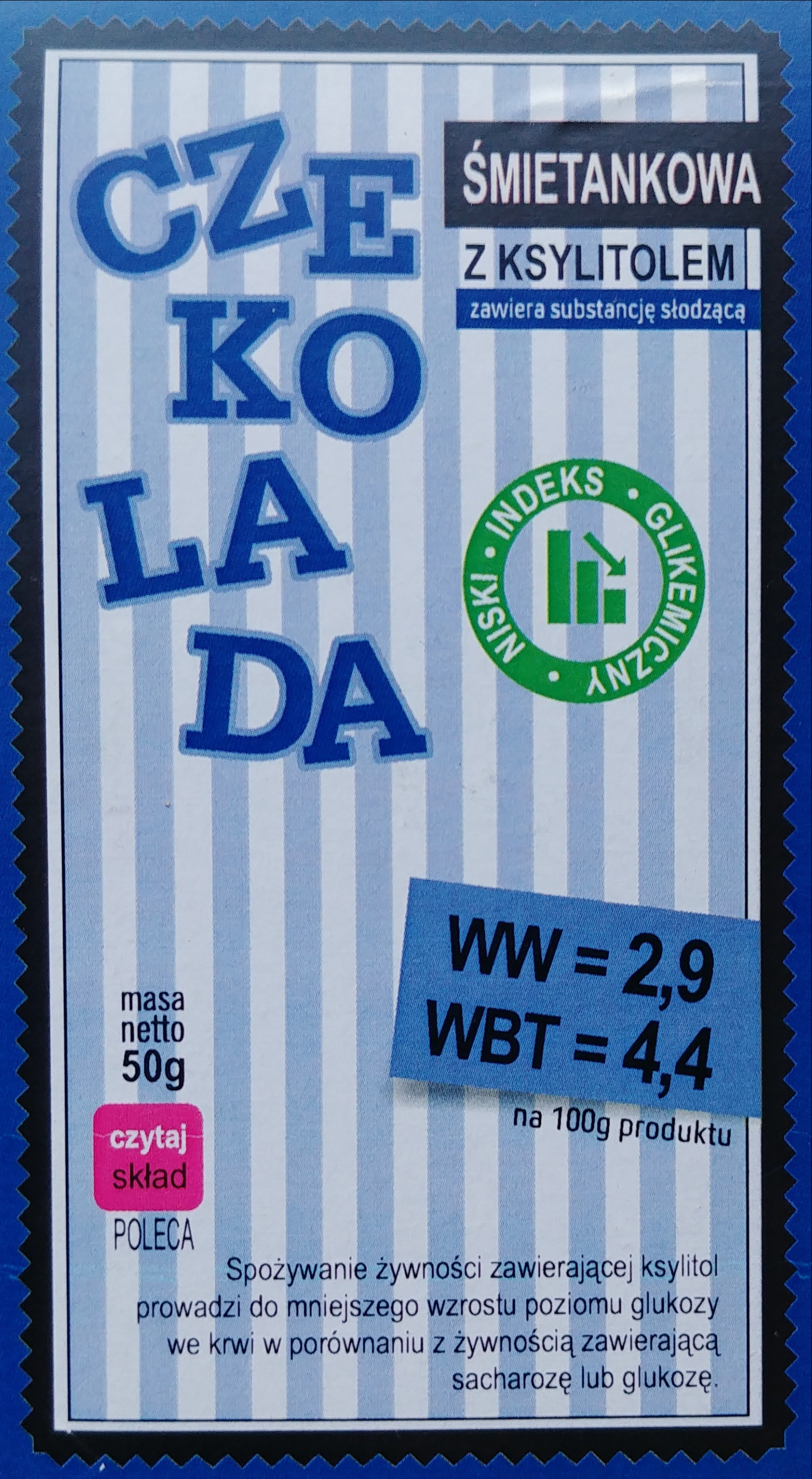
Tabliczka czekolady z podanym wymiennikiem węglowodanowym (WW) i wymiennikiem białkowo-tłuszczowym (WBT).

Wymiennik węglowodanowy (jednostka chlebowa, [ww]) – to jednostka używana w diabetologii, określająca 10 gramów (lub – w zależności od kraju – 12 gramów) węglowodanów przyswajalnych. Równoważna definicja wymiennika węglowodanowego, stosowana w Polsce, określa 1 wymiennik węglowodanowy jako 40 kcal/167 kJ.
Na przykład 1 wymiennik węglowodanowy zawarty jest w kromce razowego chleba (o masie 22–24 g) lub w średniej wielkości ziemniaku (o masie 51–69 g).
Pojęciem związanym z wymiennikiem węglowodanowym, często mylnie używanym zamiast wymiennika węglowodanowego, jest równoważnik węglowodanowy artykułu spożywczego, określający taką masę tego artykułu spożywczego, która zawiera 1 wymiennik węglowodanowy. Na przykład równoważnik węglowodanowy chleba razowego wynosi 22–24 gramy.
Istnieją tabele z wymiennikami węglowodanowymi, które ułatwiają diabetykom stosować oraz urozmaicać dietę. Podanie w diecie ilości wymienników węglowodanowych (np. 2 WW), pozostawia w gestii diabetyka wybór, czy będą to na przykład dwie kromki chleba, czy dwa średniej wielkości ziemniaki.
Wprowadzając pojęcie jednostki chlebowej kierowano się uproszczeniem, że spożycie różnych produktów, zawierających taką samą ilość węglowodanów przyswajalnych powoduje jednakowy wzrost glikemii u osoby je spożywającej. Możliwość uwzględnienia wpływu białek i tłuszczów na glikemię, zwłaszcza w terapii pompą insulinową, spowodowało wprowadzenie pojęcia wymiennika białkowo-tłuszczowego ([WBT] – 1 WBT to 100 kcal liczone z białek i tłuszczów pochodzących z artykułu spożywczego) oraz rzadziej używanego równoważnika białkowo-tłuszczowego artykułu spożywczego (takiej masy tego artykułu, która zawiera 1 WBT).
Porównaj: Indeks glikemiczny, dieta cukrzycowa (niskoglikemiczna)

## Tabela wymienników węglowodanowych

### Pieczywo i ciasto
| Nazwa produktu          | Ilość (w gramach) zawierająca 1 WW | Miara produktu (w przybliżeniu) |
| ----------------------- | ---------------------------------- | ------------------------------- |
| Chleb biały/bułki białe | 20                                 | 1 kromka/0,5 bułki o wadze 40 g |
| Chleb razowy            | 25                                 | 1 kromka o grubości 0,5 cm      |
| Chleb pszenny mieszany  | 20                                 | 1 średnia kromka                |
| Chleb tostowy (pszenny) | 25                                 | 1 kromka                        |
| Chleb graham            | 20                                 | 1 średnia kromka                |
| Pieczywo chrupkie       | 15                                 | 1,5 kromki                      |
| Pumpernikiel            | 25                                 | 1/2 kromki                      |
| Pączki                  | 25                                 | 1/2 sztuki                      |
| Ciasto drożdżowe        | 30                                 | 1 mała porcja                   |
| Ciasto biszkoptowe      | 30                                 | 1 mała porcja                   |
| Paluszki                | 15                                 | 15 sztuk                        |
| Krakersy                | 15                                 | 3 sztuki                        |
| Suchary                 | 15                                 | 1,5 sztuki                      |

### Słodycze
| Nazwa produktu               | Ilość (w gramach) zawierająca 1 WW | Miara produktu (w przybliżeniu) |
| ---------------------------- | ---------------------------------- | ------------------------------- |
| Czekolada                    | 15                                 | 1/6 tabliczki o wadze 100 g     |
| Tort orzechowy               | 20                                 | mała porcja                     |
| Lody śmietankowe             | 25                                 | 1 gałka                         |
| Baton Mars, Snickers, Bounty | 16                                 | 1/3 batona                      |
| Miód pszczeli                | 15                                 | 1 łyżeczka                      |

### Produkty zbożowe
| Nazwa produktu                   | Ilość (w gramach) zawierająca 1 WW | Miara produktu (w przybliżeniu) |
| -------------------------------- | ---------------------------------- | ------------------------------- |
| Mąka pszenna                     | 15                                 | 1 łyżka stołowa                 |
| Mąka żytnia pełnoziarnista       | 20                                 | 1,5 płaskiej łyżki stołowej     |
| Mąka kukurydziana                | 20                                 | 1,5 płaskiej łyżki stołowej     |
| Kasza jęczmienna – po ugotowaniu | 20                                 | 1 płaska łyżka stołowa          |
| Ryż suchy                        | 20                                 | 2 łyżki stołowe                 |
| Kasza gryczana                   | 16                                 | 1 płaska łyżka stołowa          |
| Płatki owsiane                   | 24                                 | 4 łyżki stołowe                 |
| Płatki kukurydziane              | 15                                 | 3 czubate łyżki stołowe         |
| Makaron gotowany                 | 40                                 | 1 mała porcja                   |

### Produkty mleczne
| Nazwa produktu           | Ilość (w gramach) zawierająca 1 WW | Miara produktu (w przybliżeniu) |
| ------------------------ | ---------------------------------- | ------------------------------- |
| Mleko 0,5%               | 250                                | 1 szklanka                      |
| Mleko 2,0%               | 250                                | 1 szklanka                      |
| Mleko 3,2%               | 250                                | 1 szklanka                      |
| Śmietana 18%             | 250                                | 1 kubeczek                      |
| Jogurt 1,5% (light)      | 175                                | 1 porcja                        |
| Kefir 1,5%               | 250                                | 1 szklanka                      |
| Mleko skondensowane      | 100                                | 0,5 szklanki                    |
| Mleko w proszku (chude)  | 20                                 | 4 łyżeczki                      |
| Mleko w proszku (tłuste) | 30                                 | 6 łyżeczek                      |
| Ser twarogowy półtłusty  | 330                                | 12 łyżek                        |
| Ser twarogowy chudy      | 330                                | 12 łyżek                        |
| Serek homogenizowany     | 250                                | 1 kubeczek                      |

### Owoce i przetwory owocowe
| Nazwa produktu       | Ilość (w gramach) zawierająca 1 WW | Miara produktu (w przybliżeniu) |
| -------------------- | ---------------------------------- | ------------------------------- |
| Jabłka               | 100                                | 1 średnie                       |
| Gruszki              | 100                                | 1 mała                          |
| Truskawki            | 160                                | 10 sztuk                        |
| Pomarańcze           | 140                                | 1 sztuka średnia                |
| Brzoskwinie          | 100                                | 1 sztuka                        |
| Morele               | 80                                 | 2 sztuki                        |
| Czarne jagody        | 100                                | 2/3 szklanki                    |
| Banany               | 70                                 | 1/3 sztuki                      |
| Grejpfrut            | 125                                | 1/2 sztuki                      |
| Cytryna              | 300                                | 2 sztuki                        |
| Mandarynki           | 150                                | 2 sztuki                        |
| Czereśnie            | 90                                 | 20 sztuk                        |
| Maliny               | 140                                | 1 szklanka                      |
| Porzeczki czerwone   | 150                                | 1 szklanka                      |
| Porzeczki czarne     | 160                                | 1 szklanka                      |
| Agrest               | 125                                | 2/3 szklanki                    |
| Arbuz                | 160                                | 1 porcja                        |
| Sok jabłkowy         | 100                                | 1/2 szklanki                    |
| Sok grejpfrutowy     | 120                                | ok. 1/2 szklanki                |
| Sok pomarańczowy     | 110                                | ok. 1/2 szklanki                |
| Dżemy niskosłodzone  | 20                                 | 2 łyżeczki                      |
| Dżemy wysokosłodzone | 10                                 | 1 łyżeczka                      |

### Warzywa
| Nazwa produktu         | Ilość (w gramach) zawierająca 1 WW | Miara produktu (w przybliżeniu) |
| ---------------------- | ---------------------------------- | ------------------------------- |
| Pomidory               | 400                                | 5 śr. sztuk                     |
| Ogórki                 | 500                                | 5 śr. sztuk                     |
| Marchew                | 100                                | 2 śr. sztuki                    |
| Fasola zielona         | 100                                | 1/2 szklanki                    |
| Groszek zielony        | 80                                 | 1/2 szklanki                    |
| Groszek konserwowy     | 80                                 | 1/3 puszki 240 g netto          |
| Kalafior               | 500                                | 1 śr. sztuka                    |
| Cebula                 | 120                                | 2 sztuki                        |
| Papryka                | 125                                | 1 sztuka                        |
| Sałata                 | 1000                               | 5 śr. główek                    |
| Rzodkiew               | 500                                | 50 sztuk                        |
| Buraki                 | 160                                | 2 śr. sztuki                    |
| Pory                   | 200                                | 2 śr. sztuki                    |
| Selery                 | 160                                | 1/2 sztuki                      |
| Kalarepa               | 250                                | 1 sztuka                        |
| Brukselka              | 330                                | 24 sztuki                       |
| Szparagi               | 1000                               | 40 sztuk                        |
| Szpinak                | 170                                | 2 porcje                        |
| Kapusta biała/czerwona | 200                                | 6 liści                         |
| Kukurydza kolba        | 75                                 | 1/2 kolby                       |
| Kukurydza konserwowa   | 60                                 | 1/6 puszki 385 g netto          |

### Ziemniaki i produkty ziemniaczane
| Nazwa produktu      | Ilość (w gramach) zawierająca 1 WW | Miara produktu (w przybliżeniu) |
| ------------------- | ---------------------------------- | ------------------------------- |
| Ziemniaki           | 65                                 | mała porcja (1 sztuka)          |
| Chipsy ziemniaczane | 30                                 | przeważnie 1 opakowanie         |
| Frytki gotowe       | 30                                 | 6 śr. sztuk                     |